# Niekursko
Niekursko (prononciation : [ɲeˈkurskɔ]) est un  village polonais de la gmina de Trzcianka dans le powiat de Czarnków-Trzcianka de la voïvodie de Grande-Pologne dans le centre-ouest de la Pologne.
Il se situe à environ 9 kilomètres au nord-ouest de Trzcianka (siège de la gmina), à 27 kilomètres au nord-ouest de Czarnków (siège du powiat), et à 87 kilomètres au nord-ouest de Poznań (capitale de la Grande-Pologne).

## Histoire
De 1975 à 1998, le village faisait partie du territoire de la voïvodie de Piła.

Depuis 1999, Niekursko est situé dans la voïvodie de Grande-Pologne.